# 楊毅 (仇池)
楊毅（？—337年），氐人，為4世紀仇池首領之一。
334年，仇池王楊難敵死，其子楊毅立，自稱龍驤將軍、左賢王、下辨公，遣使向東晉稱藩。337年，楊毅被族兄楊初殺害，楊初自立為仇池公。